# یوکوگاوا

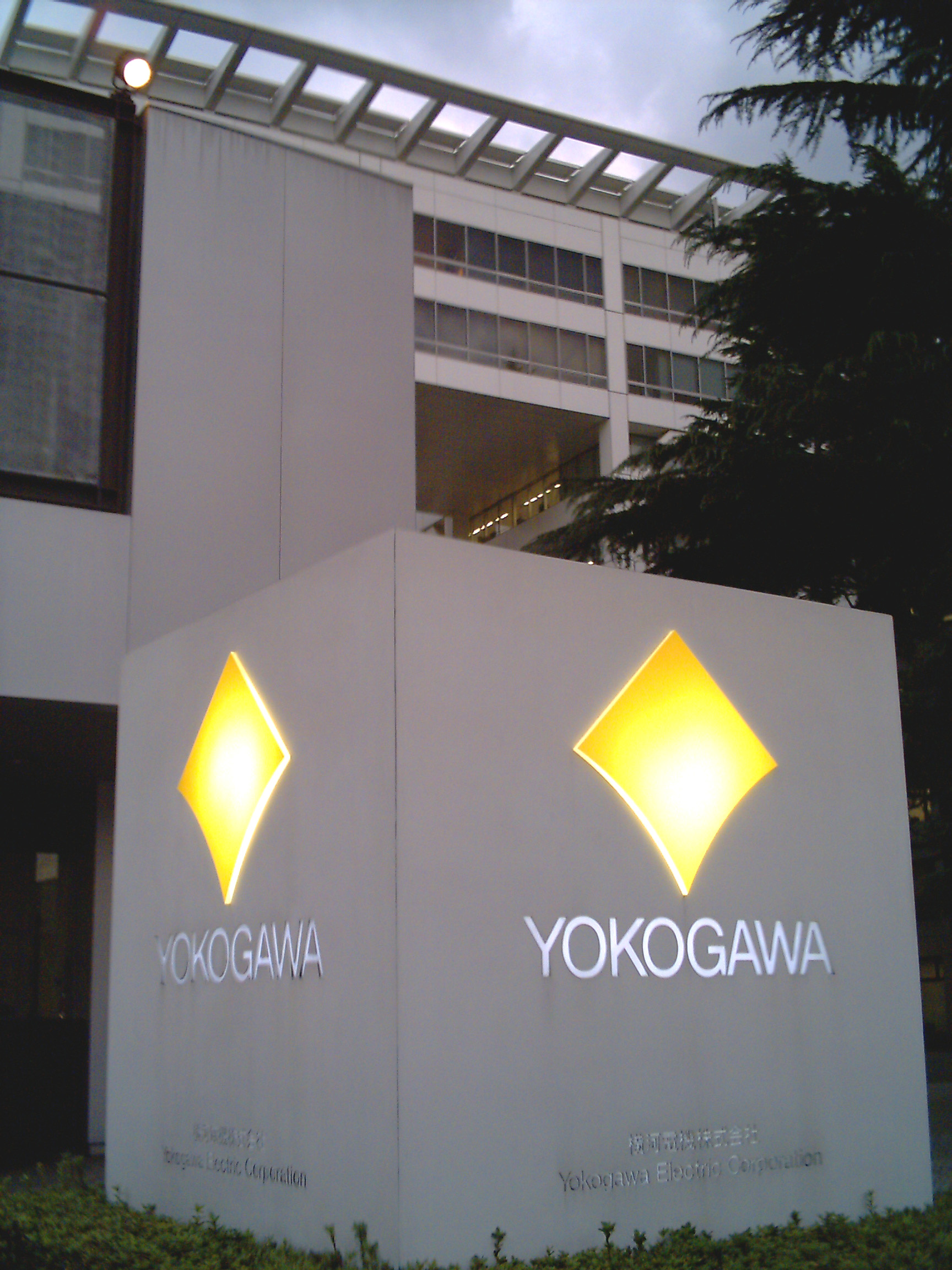
ساختمان دفتر مرکزی یوکوگاوا

یوکوگاوا (به ژاپنی: 横河電機株式会社) شرکت هلدینگ مهندسی برق و فناوری اطلاعات ژاپنی است، که در زمینه تولید تجهیزات الکتریکی، نرم‌افزارها و دستگاه‌های آزمایش ابزار الکترونیکی، تجهیزات خودکارسازی، ابزارهای اندازه‌گیری، سیستم‌های اسکادا، کنترل‌گرهای منطقی برنامه‌پذیر، سیستم‌های کنترل و سامانه‌های کنترل توزیع‌شده فعالیت می‌کند.

شرکت یوکوگاوا (Yokogawa) یکی از برندهای معتبر و پیشرو در تولید تجهیزات ابزار دقیق، ترموکوپل، RTD، فیلد اینسترومنت‌ها و کابل‌های حرارتی است. این شرکت در سال 1915 توسط دکتر Tamisuke Yokogawa در توکیو، ژاپن تأسیس شد و از همان ابتدا با تمرکز بر نوآوری و کیفیت بالا در صنعت ابزار دقیق، جایگاه ویژه‌ای را در سطح جهانی به دست آورد. شرکت یوکوگاوا از ابتدا با تیمی کوچک و متعهد کار خود را آغاز کرد و امروزه در بسیاری از صنایع مختلف به عنوان یک تأمین‌کننده پیشرو شناخته می‌شود.
شعار این شرکت که «شما نگران سود نباشید. فقط فن‌آوری ما را بیاموزید و بهبود ببخشید. شما باید محصولاتی بسازید که موجب احترام مشتریان شود» بیانگر تعهد یوکوگاوا به کیفیت و نوآوری است.

## تاریخچه شرکت یوکوگاوا
یوکوگاوا در آغاز فعالیت خود در توکیو با تیمی متشکل از تنها چهار نفر شروع به کار کرد. در طول زمان، شرکت توانست با تحقیق و توسعه در زمینه‌های مختلف، از جمله تجهیزات ابزار دقیق برای صنایع فضایی و هوایی، خود را به عنوان یکی از پیشگامان این صنعت معرفی کند. پس از جنگ جهانی اول، این شرکت اولین دفتر خود را در نیویورک افتتاح کرد و به تدریج در سطح بین‌المللی گسترش یافت.
در دهه 1960، یوکوگاوا با توجه به کیفیت و نوآوری‌های خود در زمینه تولید تجهیزات صنعتی، توانست جایگاه خود را در میان برترین تولیدکنندگان جهان تثبیت کند و نمایندگی‌هایی در کشورهای مختلف اروپایی دایر کرد.